# Black Forest Ultra Bike Marathon
Der Black Forest Ultra Bike Marathon ist ein jährlich stattfindender Mountainbike-Marathon im Schwarzwald.

## Geschichte

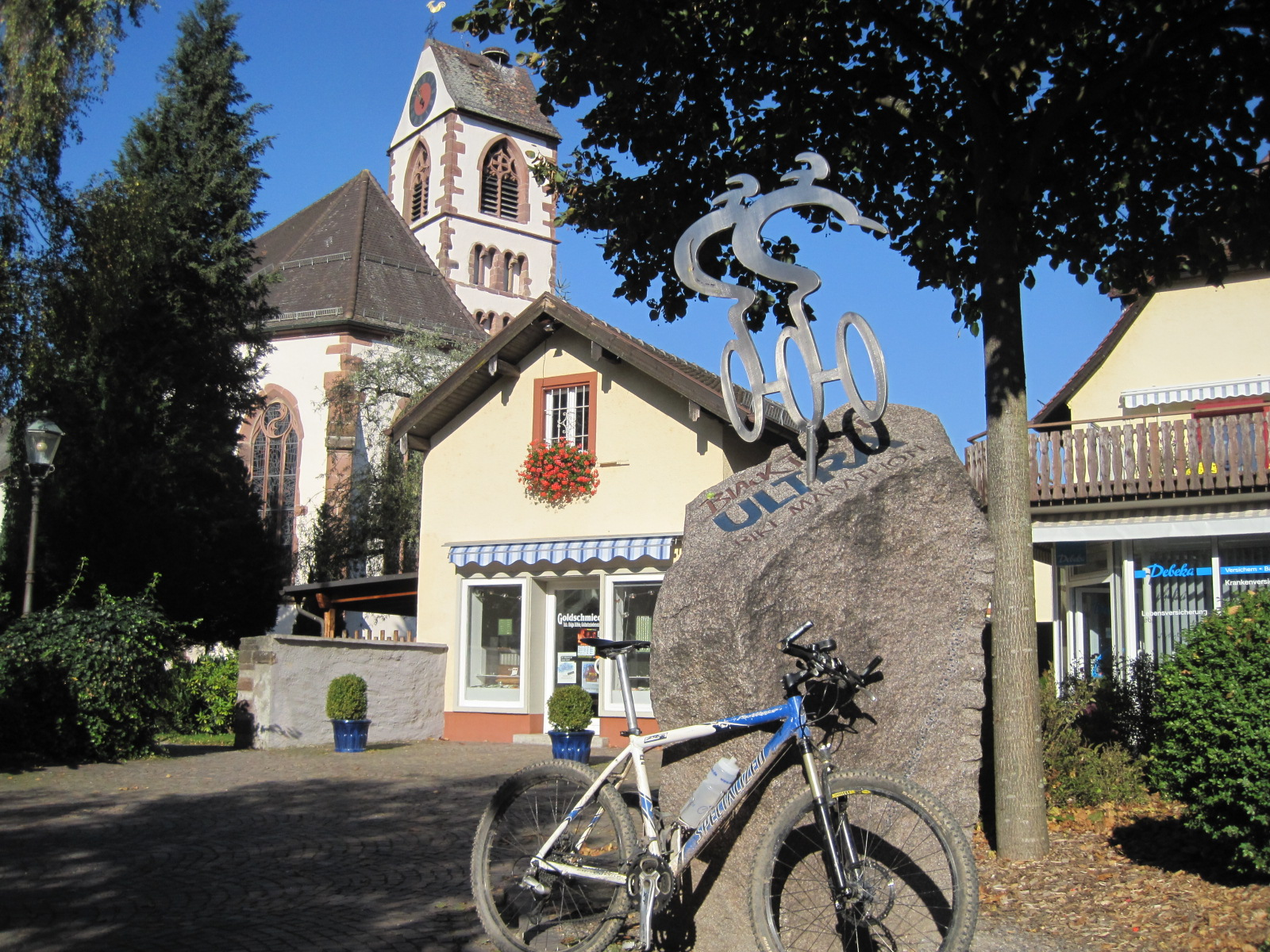
Steinmonument für den Ultra Bike Marathon in Kirchzarten, dahinter die Pfarrkirche St. Gallus

Er wurde erstmals 1997 ausgetragen. Der Marathon zählt zu den größten in Mitteleuropa.
Im Jahr 2002 wurde der Marathon aufgrund der Fußball-Weltmeisterschaft nicht ausgetragen.
Zum zehnjährigen Jubiläum wurde in Kirchzarten 2007 ein Steinmonument errichtet, auf dem die bisherigen Sieger des Wettbewerbs vermerkt sind.
2010 waren es insgesamt 4774 Teilnehmer, die an den Start gingen.
2013 starteten 5112 Teilnehmer auf einer der fünf verschiedenen Strecken „Ultra“, „Marathon“, „Power Track“, „Speed Track“ und „Short Track“.
Die längste Strecke war die „Ultra-Strecke“: Diese führte über rund 116 Kilometer und über 3150 Höhenmeter. Die Marathon-Strecke verlief über 77 Kilometer bei 2000 Höhenmetern.
Die Strecken führten über mehrere Berghöhen des südlichen Schwarzwaldes, der Zieleinlauf aller Strecken war, wie die Jahre zuvor, im Stadion in Kirchzarten im Dreisamtal.
Am 1. Juli 2013 legte die Leitung des Organisationskomitees seine Arbeit nieder, nachdem sich die Bevölkerung in einem Bürgerentscheid gegen ein dauerhaftes Jugend-Trainingsgelände am Giersberg ausgesprochen hatte.
Die Veranstaltung fiel im Jahr 2014 aus.
In der ersten Sitzung des Organisationskomitees nach dem Rücktritt der Leitung wurde entschieden, die Veranstaltung 2015 fortzusetzen.
Im Jahr 2016 wurde das Organisationskomitee durch den ehemaligen deutschen U23-Meister Benjamin Rudiger und den Wettkampfsportleiter der FT 1844 Freiburg Peter Gerspach erweitert.
Im Juni 2018 wurden hier die Deutschen Marathon-Meister ermittelt.
In den Jahren 2020 und 2021 konnte der Marathon wegen der Einschränkungen der COVID-19-Pandemie nicht ausgerichtet werden.

## Strecken
| Strecke     | Höhenmeter | Distanz  | Startort     | Startzeit |
| ----------- | ---------- | -------- | ------------ | --------- |
| Ultra       | 3150 m     | 116,9 km | Kirchzarten  | 7:30 Uhr  |
| Power Track | 2300 m     | 88,6 km  | Hinterzarten | 9:15 Uhr  |
| Marathon    | 2050 m     | 76,5 km  | Kirchzarten  | 8:15 Uhr  |
| Speed Track | 1180 m     | 51,6 km  | Todtnauberg  | 12:00 Uhr |
| Short Track | 900 m      | 42,6 km  | Hinterzarten | 11:20 Uhr |

## Sieger
Im Jahr 2014 ist die Veranstaltung als folge eines Bürgerentscheides und des daraus dem Organisationskomitee fehlendem Rückhalt, ersatzlos ausgefallen.

### Ultra
| Männer - 2023 Casey South - 2022 Simon Stiebjahn - 2021 – - 2020 – - 2019 Sascha Weber - 2018 Julian Schelb - 2017 Jochen Käß - 2016 Andreas Seewald -2- - 2015 Andreas Seewald -1- - 2014 – - 2013 Urs Huber -3- - 2012 Matthias Bettinger - 2011 Thomas Stoll - 2010 Urs Huber -2- - 2009 Mike Felderer - 2008 Urs Huber -1- - 2007 Alban Lakata - 2006 Moritz Milatz - 2005 Sandro Spaeth - 2004 Mauro Bettin -2- - 2003 Thomas Dietsch - 2002 – - 2001 Mauro Bettin -1- - 2000 Mannie Heymanns -2- - 1999 Mannie Heymanns -1- - 1998 Mike Kluge -2- - 1997 Mike Kluge -1- | Frauen - 2023 Vera Looser - 2022 Adelheid Morath - 2021 – - 2020 – - 2019 Esther Süss - 2018 Esther Süss - 2017 Silke Ulrich - 2016 Silke Schmidt -2- - 2015 Silke Schmidt -1- - 2014 – - 2013 Ann-Katrin Hellstern -2- - 2012 Ann-Katrin Hellstern -1 - 2011 Ariane Kleinhans - 2010 Pia Sundstedt -3- - 2009 Erika Dicht - 2008 Dolores Mächler-Rupp -2- - 2007 Pia Sundstedt -2- - 2006 Dolores Mächler-Rupp -1- - 2005 Pia Sundstedt -1- - 2004 Andrea Huser - 2003 Anita Steiner - 2002 – - 2001 Birgit Jüngst -4- - 2000 Birgit Jüngst -3- - 1999 Helga Weiß - 1998 Birgit Jüngst -2- - 1997 Birgit Jüngst -1- |

### Marathon
| Männer - 2023 Maximilian Brandl - 2022 Luis Neff - 2021 – - 2020 – - 2019 Martin Vidaurre - 2018 Maximilian Brandl - 2017 Georg Egger - 2016 Simon Stiebjahn - 2015 Heiko Gutmann - 2014 – - 2013 Daniel Aspacher -2- - 2012 Daniel Aspacher -1- - 2011 Tim Böhme -4 - 2010 Tim Böhme -3- - 2009 Markus Bauer - 2008 Tim Böhme -2- - 2007 Tim Böhme -1- - 2006 Erik Hühnlein - 2005 Benjamin Rudiger - 2004 André Rudiger - 2003 Benjamin Jörges -2- - 2002 – - 2001 Benjamin Jörges -1- - 2000 Hannes Genze - 1999 Benjamin Fischer -2. - 1998 Benjamin Fischer -1- - 1997 Jürgen Kallbach | Frauen - 2023 Katharina Kurz - 2022 Irina Lützelschwab - 2021 – - 2020 – - 2019 Bettina Janas - 2018 Sabine Spitz -2- - 2017 Bettina Janas - 2016 Janine Schneider - 2015 Bettina Uhlig -2- - 2014 – - 2013 Hielke Elferink - 2012 Bettina Uhlig -1- - 2011 Sofia Pezzatti - 2010 Kristine Nørgaard - 2009 Tatjana Dold -3- - 2008 Susanne Litscher -2- - 2007 Susanne Litscher -1- - 2006 Tatjana Dold -2- - 2005 Birgit Jüngst - 2004 Tatjana Dold -1- - 2003 Katrin Helmcke - 2002 – - 2001 Elisabeth Möller - 2000 Regina Marunde -2- - 1999 Eva Fünfgeld - 1998 Sabine Spitz -1- - 1997 Regina Marunde -1- |

### Short Track
| Männer - 2018 Jannick Zurnieden -2- - 2017 Jannick Zurnieden -1- - 2013 Uli Brucker - 2012 Marco Schätzing - 2011 Julian Schelb -3- - 2010 Julian Schelb -2- - 2009 Julian Schelb -1- - 2008 Fabian Strecker - 2007 Sascha Knöpfle - 2006 Daniel Eiermann - 2005 Daniel Gathof - 2004 Benjamin Hirt - 2003 Florian Ackermann -2- - 2002 – - 2001 Florian Ackermann -1- | Frauen - 2018 Hanna Klein -2- - 2013 Hannah Grobert - 2012 Helen Grobert - 2011 Hanna Klein -1- - 2010 Alexandra Engen - 2009 Hanka Kupfernagel - 2008 Agnes Naumann - 2007 Barbara Merkofer - 2006 Bianca Knöpfle - 2005 Birgit Söllner - 2004 Miriam Kettenring - 2003 Adelheid Morath - 2002 – - 2001 Beatrice Lejeune |

### Ultra Light
| Männer - 2004 Daniel Eiermann - 2003 Christian Vogt | Frauen - 2004 Barbara Beckert - 2003 Annette Keller |

### Power Track
| Männer - 2018 Luca Schwarzbauer - 2013 Wolfgang Mayer - 2012 Andreas Kleiber - 2011 Heiko Gutmann - 2010 Markus Kaufmann - 2009 Matthias Bettinger -4- - 2008 Matthias Bettinger -3- - 2007 Matthias Bettinger -2- - 2006 Matthias Bettinger -1- | Frauen - 2018 Daniéle Troesch - 2013 Bianca Purath - 2012 Milena Landtwing -3- - 2011 Milena Landtwing -2- - 2010 Milena Landtwing -1- - 2009 Annette Griner - 2008 Renata Bucher - 2007 Tatjana Dold - 2006 Miriam Kettenring |